# Falseuncaria aberdarensis
Falseuncaria aberdarensis is een vlinder uit de familie bladrollers (Tortricidae). De wetenschappelijke naam voor deze soort is voor het eerst geldig gepubliceerd in 2010 door Aarvik.
De soort komt voor in tropisch Afrika.